# Aguadulce (Sevilla)
Aguadulce ist eine Gemeinde und ein Dorf in der Provinz Sevilla in Spanien mit 2.042 Einwohnern (Stand: 2024). Sie liegt in der Comarca Sierra Sud in Andalusien.

## Geografie
Aguadulce ist eine kleine Ortschaft im zentralen Teil Andalusiens. Das 13,7 Quadratkilometer große Gebiet der Gemeinde grenzt im Westen an Osuna, wo der Río Blanco die beiden trennt. Im Osten grenzen die Orte Gilena und Estepa an Aguadulce.